# Mycorhizes et changement climatique
 (mai 2021).
La mise en forme du texte ne suit pas les recommandations de Wikipédia : il faut le « wikifier ».
Les points d'amélioration suivants sont les cas les plus fréquents. Le détail des points à revoir est peut-être précisé sur la page de discussion.
- Les titres sont pré-formatés par le logiciel. Ils ne sont ni en capitales, ni en gras.
- Le texte ne doit pas être écrit en capitales (les noms de famille non plus), ni en gras, ni en italique, ni en « petit »…
- Le gras n'est utilisé que pour surligner le titre de l'article dans l'introduction, une seule fois.
- L'italique est rarement utilisé : mots en langue étrangère, titres d'œuvres, noms de bateaux, etc.
- Les citations ne sont pas en italique mais en corps de texte normal. Elles sont entourées par des guillemets français : « et ».
- Les listes à puces sont à éviter, des paragraphes rédigés étant largement préférés. Les tableaux sont à réserver à la présentation de données structurées (résultats, etc.).
- Les appels de note de bas de page (petits chiffres en exposant, introduits par l'outil «  Source ») sont à placer entre la fin de phrase et le point final[comme ça].
- Les liens internes (vers d'autres articles de Wikipédia) sont à choisir avec parcimonie. Créez des liens vers des articles approfondissant le sujet. Les termes génériques sans rapport avec le sujet sont à éviter, ainsi que les répétitions de liens vers un même terme.
- Les liens externes sont à placer uniquement dans une section « Liens externes », à la fin de l'article. Ces liens sont à choisir avec parcimonie suivant les règles définies. Si un lien sert de source à l'article, son insertion dans le texte est à faire par les notes de bas de page.
- La présentation des références doit suivre les conventions bibliographiques. Il est recommandé d'utiliser les modèles {{Ouvrage}}, {{Chapitre}}, {{Article}}, {{Lien web}} et/ou {{Bibliographie}}. Le mode d'édition visuel peut mettre en forme automatiquement les références.
- Insérer une infobox (cadre d'informations à droite) n'est pas obligatoire pour parachever la mise en page.

Pour une aide détaillée, merci de consulter Aide:Wikification.
Si vous pensez que ces points ont été résolus, vous pouvez retirer ce bandeau et améliorer la mise en forme d'un autre article.
Mycorhizes et changement climatique fait référence aux effets du changement climatique sur les mycorhizes, symbioses entre un champignon mycorhizien et une plante vasculaire. Le changement climatique comprend tous les effets à long terme sur les climats. Un bon indicateur du changement climatique est le réchauffement climatique, bien que les deux ne soient pas analogues. Il reste que les températures jouent un rôle essentiel pour tous les écosystèmes sur Terre, et tout particulièrement pour ceux où les mycorhizes sont très présentes dans les biotes du sol.
Les mycorhizes représentent l'une des symbioses les plus répandues sur la planète. Associant une plante et un champignon mycorhizien, les mycorhizes se retrouvent chez presque 80 % des plantes terrestres Le champignon reçoit du carbone sous forme de sucres produits via la photosynthèse, tandis que la plante accède plus efficacement à l'eau et aux nutriments comme l'azote et le phosphate, cruciaux pour son développement.. Cette symbiose est tellement bénéfique pour les plantes terrestres que certaines dépendent entièrement de cette relation pour se nourrir et exploiter leur environnement. Les champignons mycorhiziens sont essentiels à la plupart des écosystèmes, tout particulièrement en Arctique où les plantes qui survivent grâce aux mycorhizes y occupent une grande place. L'importance de ces champignons dans un écosystème productif justifie le grand intérêt que leur porte la recherche scientifique actuellement.

## Histoire des mycorhizes

### Première vague - Trias
Les Mycorhizes et les symbioses apparentées existent depuis des millions d'années, dès le Trias (-250/-200 millions d'années). Même s'il reste encore de nombreuses zones d'ombre dans l'histoire des mycorhizes, la forme la plus ancienne de mycorhize connue remonte à -450 millions d'années ou plus, avec la première vague de champignons en même temps que les premières plantes terrestres. Jusqu'au début du Crétacé (-140/-70 millions d'années), on ne trouvait que des champignons mycorhiziens arbusculaires qui se sont ensuite diversifiés pour donner naissance à de nombreuses formes de mycorhizes spécialisées en fonction des niches écologiques, des climats et des plantes. Cependant, toutes les formes de mycorhizes ne sont pas apparentées à cette lignée. D'autres formes importantes de mycorhizes ont évolué à partir d'autres champignons comme les ascomycètes qui ont formé les ectomycorhizes (les ascomycètes sont proches des basidiomycètes, un autre grand groupe de champignons). Quelques familles dérivées sont plus complexes du fait de racines spécialisées ou multifonctionnelles qui n'existaient pas encore avant la Pangée. Ces champignons mycorhiziens se développaient sur des surfaces rocheuses et en environnements arides qui ne laissaient pas beaucoup de place à la diversification en raison de niches fixes. Retracer l'histoire des symbioses champignon-plante se révèle difficile car les champignons ne se préservent en général pas bien. Il est donc difficile de trouver des fossiles et même lorsqu'ils sont découverts, ils n'offrent que des informations spécifiques sur le champignon et son environnement.

### Deuxième vague - Crétacé
La diversification des plantes et des champignons généra une deuxième vague évolutive pendant le Crétacé qui a introduit de nouvelles formes de mycorhizes : les mycorhizes orchidoïdes, mycorhizes éricoïdes et ectomycorhizes. La diversification taxonomique de toutes les plantes, avec ou sans mycorhize montre que 71 % forment des mycorhizes arbusculaires, 10 % des mycorhizes orchidoïdes, 2 % des ectomycorhizes et 1,4 % des mycorhizes éricoïdes. Le critère qui marque cette vague évolutive est l'homogénéité des types de racines (c'est-à-dire les similarités entre les types de racines bien qu'il y ait des différences caractéristiques entre les familles et espèces) au sein des familles, ce qui permit l'évolution de symbioses adaptées aux plantes de cette période. La période vit aussi le rayonnement des angiospermes qui développèrent une nouvelle stratégie de reproduction et dotèrent les plantes de nouveaux traits morphologiques bien distincts des périodes précédentes, avant l'extinction K-Pg. Ces développements furent rendus possibles grâce à un climat chaud qui conduisit à la montée du niveau de la mer et à des étendues d'eau continentales peu profondes. Ces régions étaient occupées principalement par des reptiles qui se nourrissaient d'autres animaux et d'insectes qui se nourrissaient de plantes, indiquant un écosystème plus complexe que celui du Trias. Cette complexité favorisa davantage l'évolution des mycorhizes par la pression de sélection naturelle omniprésente. On dispose d'un grand nombre de preuves du côté des plantes appuyant ces idées. Cependant, les informations nécessaires pour formuler des hypothèses sur les mycorhizes ou symbioses apparentées à cette époque sont extrêmement limitées en raison de la fossilisation des champignons très rare.

### Troisième vague - Paléogène
La troisième vague évolutive, commençant pendant le Paléogène (-75/-24 millions d'années), est étroitement liée à un changement du climat et du sol résultant d'une perturbation des niches et de l'environnement, et un réchauffement global des écosystèmes induisant des changements dans les types de mycorhizes avec les plantes des sols complexes,. Cette vague comprend des lignées de plantes dont la morphologie racinaire n'est pas similaire aux familles présentes pendant la seconde vague. Ces lignées forment le groupe « New Complex Root Clades » (Clades avec nouveau complexe racinaire) en raison des complexités apportées par des environnements particuliers entre les plantes avec mycorhizes et sans mycorhizes. Alors que la deuxième et troisième vagues sont liées à un changement climatique, la caractéristique de la troisième vague est une plus grande diversité au sein des familles et des associations plantes-champignons plus complexes. Cette diversification fut d'abord causée par un climat chaud et humide qui se refroidit par la suite menant à une dérive génétique.
Ces trois vagues permettent de diviser et d'organiser l'histoire des mycorhizes sans rentrer dans le détail des genres et des espèces. S'il est important de distinguer les différentes types de champignons mycorhiziens, il est tout aussi important de distinguer les différentes types de plantes associées. Il existe un nombre notable de plantes non-mycorhiziennes apparues pendant le Crétacé alors même qu'il y avait une propagation des plantes mycorhiziennes. Tous ces éléments ont joué un rôle déterminant dans la répartition des plantes et de leurs champignons symbiotiques au cours l'histoire de la planète.

## Effet du climat sur les plantes et les champignons mycorhiziens
Le changement climatique peut avoir divers effets sur les nombreuses espèces d'un écosystème, y compris sur les plantes et leurs relations symbiotiques. D'après nos connaissances, on peut s'attendre à trouver des mycorhizes en abondance dans n'importe quelle niche à condition que son environnement leur soit favorable. Cependant, la stabilité des écosystèmes est mise en péril en raison des effets du réchauffement et du changement climatique. Il est important de se rappeler que la relation entre la plante vasculaire et le champignon est mutualiste. Ainsi, si l'environnement global change et affecte la plante, il affectera également le champignon. Le stress environnemental subi par la plante se répercutera sur les champignons et la mycorhize ce qui peut avoir des conséquences négatives.
Les mycorhizes arbusculaires, forme de mycorhize la plus répandue, définie comme "composant essentiel du sol des écosystèmes naturels et des cultures" sont utilisées comme indicateur des impacts du changement climatique sur les mycorhizes dans les prochaines sections.

### Augmentation des températures et excès de CO2
Les températures du globe ne cessent de s'élever en raison des activités humaines, en grande partie en raison des rejets de gaz à effet de serre. Le gaz le plus commun produit par l'homme et la nature est le CO2, dont la forte concentration dans l'atmosphère conduit à l'emprisonnement d'une grande quantité de chaleur à l'intérieur de celle-ci. La hausse des températures affecte les champignons différemment selon leur genre, leur espèce et leur souche ; alors que certains souffrent, d'autres prospèrent selon l'environnement dans lequel ils vivent. Les températures jouent aussi un rôle vital dans l'absorption d'eau et de nutriments. Les climats chauds facilitent cette absorption mais menacent aussi de dénaturer les protéines. Si le sol est trop sec sous l'effet de températures élevées, les hyphes des champignons et les poils absorbants des plantes auront beaucoup plus de mal à obtenir l'eau et les nutriments indispensables à leurs interactions.
Si les températures peuvent jouer un rôle fondamental pour la croissance des champignons et des plantes, la quantité de CO2 absorbée est tout aussi importante. La quantité de CO2 dans le sol est différente de celle de l'atmosphère ; la présence de ce CO2 est vitale pour de nombreux cycles cellulaires des plantes (comme la photosynthèse) et donc, en raison de la nature de la symbiose plante-champignons, pour les champignons mycorhiziens aussi. Lorsque les plantes sont exposées à de plus hauts niveaux de CO2, elles tendent à croître plus rapidement. L'allocation de carbone aux racines plutôt qu'aux rejets augmente les bénéfiques pour les champignons. Les racines peuvent alors croître davantage, offrant plus de carbone aux champignons et le cycle se répète maximisant la croissance des racines et l'utilisation des ressources disponibles jusqu'à atteindre un équilibre. Le CO2 fourni aux champignons mycorhiziens les aide aussi à croître plus vite et à étendre leurs hyphes. Il semble cependant que les bénéfices directs pour ceux-ci sont limités. « Malgré les effets significatifs sur les concentrations de glucides, il n'y a pas d'effet notable sur la colonisation mycorhizienne ». Si la plante croît, les champignons mycorhiziens croissent proportionnellement. En d'autres termes, la croissance des champignons est causée par la croissance des plantes mais la réciproque ne peut être prouvée, même si les facteurs environnementaux affectent à la fois la plante et le champignon. Il ne faut donc pas considérer le CO2 comme un élément uniquement bénéfique : sa contribution affecte principalement la photosynthèse sur laquelle la plante peut compter pour produire ses propres sucres tandis que le champignon, lui, est dépendant des sucres de la plante : il ne peut les trouver dans le sol. Les effets du CO2 sur l'environnement sont néfastes sur le long terme : il est le principal gaz responsable de l'effet de serre et de la perte de territoires sur lesquels poussent les plantes et leurs champignons mycorhiziens.

## Mycorhizes dans les régions arctiques
Loin d'être un environnement stérile comme on peut se l'imaginer, l'Arctique abrite en réalité un grand nombre de populations d'animaux, de végétaux et de champignons. Les plantes de ces régions dépendent de leur relation avec des champignons mycorhiziens. Sans ces derniers, ils ne pourraient survivre dans l'environnement rude de l'Arctique. Dans ces régions où le sol est gelé, les plantes ont plus de difficultés à obtenir de l'azote et de l'eau ce qui rend l'association avec des champignons cruciale pour leur santé et leur croissance.
Il est reconnu que le changement climatique affecte l'Arctique plus drastiquement que les autres régions, un phénomène connu sous le nom d'« Amplification arctique ». Il semble qu'il y ait plus de boucles rétroactives positives que négatives au niveau de l'Arctique provoquant un réchauffement plus rapide et davantage de changements imprévisibles qui affecteront les écosystèmes. Puisque les mycorhizes tendent à être plus efficaces à basses températures, le réchauffement pourrait avoir un impact général sur le bien-être des colonies.
Les écosystèmes de l'Arctique possédant des sols avec des nutriments épars et facilement accessibles, il est indispensable pour les arbustes et autres plantes vasculaires d'obtenir ces nutriments grâce aux mycorhizes. Si ces relations subissent trop de stress, une boucle rétroactive positive peut se mettre en place et mener au déclin des populations de plantes et de champignons sous l'effet d'un environnement plus difficile et possiblement plus sec.

## Biogéographie des mouvements des plantes et des champignons mycorhiziens
"Les champignons semblent avoir des distributions géographiques limitées, mais le mode de dispersion en lui-même ne joue aucun rôle dans la détermination de ces distributions". Les limitations des animaux et des plantes sont différentes de celles des champignons. Ces derniers tendent à croître dans les environnements où existent déjà des plantes et probablement des animaux car beaucoup sont symbiotiques dans la nature et dépendent de conditions environnementales très spécifiques pour se développer. Les plantes, au contraire, dépendent d'éléments indépendants comme le vent ou d'autres animaux pour la dispersion et une fois plantées, les graines ont besoin d'un environnement spécifique pour germer.Les champignons mycorhiziens arbusculaires illustrent parfaitement cette dépendance avec les plantes, puisqu'on les retrouve partout où les plantes grandissent. Cependant, le changement climatique change les facteurs environnementaux. En fonction du réchauffement ou du refroidissement des climats, les plantes "se déplacent", c'est-à-dire qu'elles montrent un mouvement biogéographique. Certains habitats ne sont plus viables pour certaines espèces, tandis que d'autres, auparavant hostiles, leur deviennent favorables. Encore une fois, si une plante occupe un environnement favorable aux champignons mycorhiziens, la symbiose est hautement probable.
Cependant, tous les champignons ne peuvent pas vivre dans les mêmes conditions. Il est important d'en distinguer plusieurs types. Bien que certains aient un grand pouvoir de dispersion, ils font face aux mêmes barrières que les autres espèces. Le relief peut être trop élevé ou trop bas, limitant la capacité de dispersion des spores, ce qui favorisera les terrains plus ou moins plats. Certains biomes sont trop humides ou trop secs pour qu'une plante s'y installe et croisse, et certains champignons ne fonctionnent pas aussi efficacement sous certains climats, ce qui limite aussi leur pouvoir de dispersion. Il existe d'autres facteurs qui modulent la dispersion des champignons créant des frontières menant à une spéciation au sein d'une communauté. Ce sont par exemple la distance, les étendues d'eau, la force ou la direction du vent ou bien encore les interactions avec des animaux. Il y a aussi des "différences structurales comme la hauteur du champignon, la forme de la spore et la taille de la goutte expulsant ces spores qui déterminent les distances de dispersion". Ces traits morphologiques liés à la reproduction jouent un rôle fondamental dans la dispersion et si une barrière affecte la reproduction, comme une rivière ou l'absence d'un sol permettant la mycorhize en raison d'un abaissement du pH dû à des pluies acides, alors la germination devient impossible. Il n'y a alors pas de descendants et la population ne pourra pas croître ou se déplacer dans le temps. Les transmissions verticales des mycorhizes n'existent pas. Ainsi, pour surmonter les barrières, il est nécessaire de développer des moyens de transmissions horizontales. L'endémisme chez les champignons mycorhiziens est dû aux limitations de la dispersion des espèces au sein de leurs niches respectives et de leurs habitats, cet endémisme étant bien répandu à l'intérieur de ces régions.
Alors que le changement climatique empêche ces champignons de se disperser, il illustre aussi d'autres points importants. La parenté phylogénétique est plus proche entre les communautés de champignons des mêmes latitudes comme c'est le cas pour les communautés végétales. Suivre une espèce végétale spécifique aidera à suivre le mouvement des champignons qui lui sont ordinairement associés. Les arbres en Alaska par exemple, tendent à se déplacer vers le Nord au fur et à mesure que le changement climatique rend les régions de la toundra plus hospitalières pour ces espèces. Les champignons mycorhiziens suivront mais il est difficile de prédire lesquels. Alors que la végétation au-dessus du sol est facile à observer et varie moins sur de grandes aires, le sol, lui, varie beaucoup plus sur des aires beaucoup plus petites rendant difficile le suivi des mouvements des espèces de champignons susceptibles d'entrer en compétition entre eux. Cependant, puisque les arbres d'Alaska ont besoin de champignons endomycorhiziens en grande quantité pour leur survie, il est facile de suivre leur mouvements. Les mesures montrent que la distribution des champignons menant à des ectomycorhizes avec des arbres mais aussi des mycorhizes orchidoïdes, éricoïdes et arbusculaires avec des arbustes et arbres fruitiers ont varié. À partir de la richesse et de la densité spécifiques des espèces à ectomycorhizes, il a été montré que "la colonisation par les graines décroît avec la distance avec la lisière de la forêt pour les espèces indigènes et invasives sur des petites échelles". Ainsi, le facteur le plus limitant pour l'expansion des forêts est en fait le champignon mycorhizien qui fait de la croissance de l'hôte une priorité au détriment de son établissement (développement du jeune arbre). Les nutriments dans le sol ne peuvent pas subvenir aux besoins de développement d'un arbre qui pousse dans la sphère d'absorption des champignons mycorhiziens en symbiose avec un autre arbre. Pour aider une plante à s'établir (et donc s'aider soi-même), le champignon doit aider la plante à maintenir une absorption de nutriments équilibrée. Les espèces qui s'éloignent de l'équateur en raison du changement climatique vont très probablement recevoir d'énormes bénéfices lors de la colonisation de leurs racines par des champignons mycorhiziens et l'aide qu'ils apporteront à leurs descendants.

## Santé et environnement
Le CO2 n'est qu'un des gaz libérés dans l'atmosphère qui affectent de nombreux cycles naturels essentiels à la préservation de la vie quotidiennement. Il existe une multitude d'autres gaz produits par l'activité industrielle qui affectent négativement les cycles du phosphore, du carbone, de l'eau, de l'azote et de bien d'autres qui aident à préserver les écosystèmes. Les champignons mycorhiziens peuvent être affectés lourdement par l'absorption de produits chimiques synthétiques qui se retrouvent dans le sol à proximité des infrastructures humaines comme les usines qui relâchent de nombreux polluants. Ces polluants peuvent pénétrer les écosystèmes de diverses manières, la pire étant les pluies acides qui précipitent les oxydes de soufre et d'azote dans les sols, ce qui blesse ou tue les plantes. Ce n'est qu'un exemple pour illustrer comment la pollution peut affecter l'environnement mais aussi l'agriculture. L'avantage des mycorhizes pour l'agriculture est que les plantes survivent et se nourrissent plus facilement. Les champignons mycorhiziens sont exposés au même stress induit par les effets directs et indirects des activités humaines - en particulier la pollution de l'atmosphère terrestre.
Parmi les polluants industriels les plus communs dans l'atmosphère on trouve les molécules SO2, NO-x, et O3. Tous ces gaz ont un impact négatif sur les mycorhizes et le développement et la croissance des plantes. Leurs effets les plus importants incluent « la réduction de la viabilité des propagules et de la colonisation des racines, la dégradation des connexions avec les arbres, la réduction des cas de mycorhizes des arbres et réduction de l'activité enzymatique des racines pour les ectomycorhizes ». La croissance des racines et leur colonisation par des champignons mycorhiziens sont des paramètres importants, puisqu'ils influencent directement l'efficacité avec laquelle la plante peut absorber les nutriments essentiels et donc, influencent la survie de la plante, plus que les autres effets. Le changement climatique est corrélé avec la production de polluants atmosphériques, ainsi, il est important de comprendre comment il affecte les mycorhizes, à la fois les champignons mais aussi les plantes.